# Lexington (Illinois)
Lexington is een plaats (city) in de Amerikaanse staat Illinois, en valt bestuurlijk gezien onder McLean County.

## Demografie
Bij de volkstelling in 2000 werd het aantal inwoners vastgesteld op 1912. In 2006 is het aantal inwoners door het United States Census Bureau geschat op 1877, een daling van 35 (-1,8%).

## Geografie
Volgens het United States Census Bureau beslaat de plaats een oppervlakte van 2,7 km², geheel bestaande uit land. Lexington ligt op ongeveer 229 m boven zeeniveau.

## Plaatsen in de nabije omgeving
De onderstaande figuur toont nabijgelegen plaatsen in een straal van 20 km rond Lexington.